# 린제이 프로스트
린지 프로스트(Lindsay Frost, 1962년 6월 4일 ~ )는 미국의 배우이다.
로스앤젤레스에서 태어났다.

## 출연 작품
- 엘리자베스 유괴 사건 (2003년)
- 링 (2002년) - 루스 엠브리 역
- 콜래트럴 데미지 (2002년)
- FBI 기동 타격대 9 - 스모크 점퍼 (1996년)
- OP 센터 (1995년)
- 터커와 플린 (1993년)
- 모델, 경찰, 호스테스 (1992년)
- 살인의 그늘 (1992년)
- 모성의 승리 (1991년)
- LA 대지진 특급 (1990년)
- 귀여운 여인 (1989년)
- 데드 히트 (1988년)

### 텔레비전
- 애즈 더 월드 턴즈 (1984-87)
- 프레이저 (2001)
- 크로싱 조던 (2001-06)